# Ida Østergaard Madsen
Ida Maria Østergaard Madsen (født 28. august 1994 i Videbæk), bedre kendt som IDA, er en dansk sangerinde og sangskriver, der vandt den danske talentkonkurrence X Factor 2012.

## Karriere

### X FactorogSeize the Day(2012–nu)
Efter audition og seks liveshows i X-Factor 2012 gik Ida videre til finalen som én af tre deltagere, og hendes mentor var Pernille Rosendahl. Ved finalen den 23. marts 2012 i Jyske Bank Boxen i Herning sang hun Coldplays nummer "Paradise", ligesom hun sammen med Lukas Graham sang dennes nummer "Ordinary Things". I den afgørende runde fremførte hun sit eget nummer "I Can Be" og vandt over Line Larsen med 61.7 procent af de 306.317 afgivne stemmer. Vindernummeret havde hun skrevet i samarbejde med Tobias Stenkjær og Søren Vestergaard. "I Can Be" modtog i juni 2012 platin for 30.000 downloads.
DR meddelte efter finalen i Herning, at Ida havde fået flest sms-stemmer i alle seks liveshows.
Ida varmede op for Katie Melua i Odense d. 30. juni 2012.
Ida synger duet med Mads Langer på sangerens album In These Waters, der udkom den 4. marts 2013. Langer kontaktede oprindeligt Ida for at skrive et nummer til hendes kommende debutalbum, men endte med at skrive sangen "In These Waters" sammen med hende til hans eget album.
Idas anden single, "Underdog", blev udgivet den 18. marts 2013. Hun præsenterede sangen i semifinalen i X Factor den 15. marts. Sangen er skrevet i samarbejde med den amerikanske sangskriver Neill C. Furio, der tidligere har arbejdet sammen med Marie Frank. "Underdog" har modtaget guld for 900.000 streams.
Den 28. oktober 2013 udkom hendes tredje single, "Maybe I Like It". Sangen handler ifølge Ida om "at man skal gribe dagen og nyde hvert eneste øjeblik. Og så handler den også om ikke at fokusere på fremtiden og andres forventninger til én, for dét, oplever jeg, kan være meget begrænsende. Jeg kan godt lide det uvisse". Singlen er forløber for Idas debutalbum, "Seize the Day", der udkommer den 18. november.
Den 11. november blev hendes musikvideo til "Maybe I like it" offentliggjort på YouTube. Den 18. november udkom Idas første album "Seize the day", og det blev på en dag det 4. mest downloadede album på Itunes. Den 27. november snakkede Ida om sit nye album, tankerne om hendes x-factor tid og sang "Maybe I Like It" i "Go' morgen Danmark" på TV 2. 
Ifølge Ekstra Bladet blev der i den første uge i salget solgt 385 eksemplarer af "Seize The Day", som gav Ida en 20. plads på albumlisten. 

## Diskografi

### Album
- Seize the Day (2013)

### Singler
| År                                                               | Titel             | Højeste placering | Højeste placering | Højeste placering | Certificering                            | Album         |
| År                                                               | Titel             | Download          | Streaming         | Airplay           | Certificering                            | Album         |
| ---------------------------------------------------------------- | ----------------- | ----------------- | ----------------- | ----------------- | ---------------------------------------- | ------------- |
| 2012                                                             | "I Can Be"        | 1                 | 6                 | 3                 | - Platin (download) - Platin (streaming) | Seize the Day |
| 2013                                                             | "Underdog"        | 8                 | —                 | 20                | - Guld (streaming)                       | Seize the Day |
| 2013                                                             | "Maybe I Like It" | 36                | —                 | —                 |                                          | Seize the Day |
| "—" markerer en udgivelse der ikke opnåede en hitlisteplacering. |                   |                   |                   |                   |                                          |               |

### Gæsteoptrædener
| År   | Titel                                         | Album           |
| ---- | --------------------------------------------- | --------------- |
| 2013 | "In These Waters" (Mads Langer featuring Ida) | In These Waters |